# Causativo
El causativo es un tipo de construcción morfológica productiva en ciertas lenguas. Normalmente se realiza mediante un afijo derivativo que puede cambiar la valencia del verbo. La construcción de causativo puede ser analizada como una voz oblicua del verbo, llamada voz causativa.
El causativo se emplea para expresar que el sujeto de la oración no realiza la acción, sino que provoca que otro la haga.
Es decir, el causativo indica que alguien obliga/causa/hace (ya sea voluntaria o involuntariamente) que otra persona realice una acción.
Ejemplo: 
El  árbitro hizo repetir el lanzamiento.
/ El  árbitro hizo repetir el lanzamiento al jugador. 
En estos ejemplos, el árbitro no es quien repite el lanzamiento; él causa que ocurra ese acontecimiento, pero quien lo lleva a cabo no es él, sino otro: el jugador.

## Esquema
El esquema general de un afijo de causativo se puede representar como:

{\displaystyle [X]_{V1}\quad '{\mbox{ser/estar }}X'>\quad [[X]_{V1}+{\mbox{causativo}}]_{V2}\quad '{\mbox{hacer que alguien sea/este }}X'\;}

donde X designaría un verbo intransitivo, como por ejemplo un estativo (y que por tanto sería un verbo de tipo V1 que requiere solo un participante temático) cuyo sentido sería 'ser o estar X' y su forma causativa sería un verbo transitivo (de tipo V2, que requiere dos particantes, un agente y un tema o paciente) cuyo sentido general es 'hacer que alguien esté X'.

## Ejemplos
- En náhuatl el causativo se expresa mediante el sufijo -tia, históricamente derivado del estativo -ti más el transitivizador -a. Se puede dar varios ejemplos:

1. Del intransitivo miqui /mik-i/ 'estar muerto' se puede formar el transitivo mictia /mik-tia/ 'matar' (= hacer que alguien esté muerto)
2. Del intransitivo quīza /kīs-a/ se forma el transitivo quīxtia /kīs-tia/ 'hacer salir (a alguien)'
3. De mati 'saber, conocer, sentir' se forma tēmachtia 'enseñar a alguien' (= hacer que alguien sepa) y tlamachtia 'enseñar algo'.

- En sánscrito el causativo se forma mediante el sufijo -aya < PIE *-éye y la raíz aumenta un grado (pasando del grado Ø al grado a, o del grado a al grado ā), como en los siguientes ejemplos:

1. Del intransitivo bhū 'existir' → bhāv-aya-ti → bhāvayati 'El hace que exista'
2. Del intransitivo khad 'comer' → khād-aya-mi → khādayāmi '(lo) alimento' (= 'hago que coma')

- En germánico el causativo se forma mediante el sufijo -ja < PIE *-éye y la raíz aumenta un grado (pasando del grado Ø al grado e, o del grado e al grado o), como en los siguientes ejemplos:

1. Del intransitivo setan < *séd-e 'sentarse' (inglés to sit) → satjan < *sod-éye → 'hacer sentar, asentar, poner' (inglés to set)
2. Del intransitivo alan < *h2él-e 'crecer' → aljan < *h2ol-éye → 'hacer crecer'
3. Del intransitivo etan < *h1éd-e 'comer' → atjan < *h1od-éye 'hacer que coma = alimentar'

- En japonés existe también causativo:

-seru [〜せる] es el sufijo empleado con los verbos de tipo godan (godan=yodan=tipo 1); y -saseru [〜させる] con los demás (ichidan e irregulares). Hay excepciones a esta regla (por ejemplo: miru [みる; ver] > miseru [見せる; hacer ver, mostrar] ).
Para indicar a quién se obliga realizar la acción, la partícula a utilizar es NI [ に ].
1. taberu [ 食べる; comer ] → tabesaseru [ 食べさせる; 'hacer que alguien coma, alimentar(lo) ]
2. yomu [ 読む; leer ] → yomaseru [ 読ませる; hacer leer ]

- En esperanto el causativo se expresa agregando a la raíz del verbo el sufijo "-ig-", como se puede observar en los siguientes ejemplos.[1]

1. Del intransitivo manĝi (comer) al causativo manĝigi (hacer comer). Mi manĝas pomon (Yo como una manzana) → La patrino manĝigas pomon al sia filo (La madre le hace comer una manzana a su hijo).
2. Del intransitivo morti (moris) al causativo mortigis (matar). La malsanulo mortis en la nokto (El enfermo murió de noche) → La murdisto mortigis la malsanulon en la nokto (El asesino mató al enfermo en la noche).
  - También se puede usar el sufijo "-ig-" como un lexema independiente, quedando como un verbo infinitivo igi.

1. La patrino igas manĝi al sia filo la pomon (La madre le hace comer la manzana a su hijo).
2. La murdisto igis morti al la prezidanto (El asesino mató (hizo morir) al presidente).

- El causativo en egipcio medio puede formarse de dos maneras:
  - mediante el verbo "rdj" + verbo en subjuntivo (ésta es una de las construcciones más frecuentes del egipcio medio)

1. "hȝj" 'descender' → "rdj hȝj" 'hacer descender'
  - mediante el prefijo "s" en algunos verbos:

1. "wsx" 'ser amplio' → "swsx" 'ensanchar'
2. "wab" 'ser limpio' → "swab" 'limpiar'
3. "xr" 'caer' → "sxr" 'derribar'
4. "xnt" 'estar al frente' → "sxnt" 'promover'